# Театр поколений (Санкт-Петербург)
Театр Поколений — театр, основанный в Санкт-Петербурге в 1990 году российским театральным режиссёром и педагогом Зиновием Яковлевичем Корогодским.

## История театра
19 октября 1990 года  Зиновий Яковлевич Корогодский учредил Ленинградский «Эстетический центр «Семья» и «Театр Поколений». Первым местоположением театра стал Дворец Культуры имени Первой Пятилетки. В 1995 году Театр Поколений и центр "Семья" при поддержке Комитета по образованию получили дом на проспекте Обуховской обороны д.121-А. В 2004 году, после смерти З.Я. Корогодского, Театр Поколений оказался в подвешенном состоянии и встал вопрос о его ликвидации. Иным вариантом было приглашение нового человека на пост руководителя и главного режиссёра. Таким человеком стал сын Корогодского Данила Корогодский.
Первой работой Театра Поколений под руководством Данилы Корогодского стала постановка «Без Лира» по пьесе Уильяма Шекспира «Король Лир». Премьера состоялась 25 декабря 2005 года в помещении на проспекте Обуховской обороны. Вторым спектаклем, поставленным в это время, стал спектакль «Песни любви и смерти», после чего стало понятно, что Театру необходимо больше пространства. Следующим шагом в развитии театра стал поиск нового места для постановки и проведения спектаклей.
С августа 2006 года по 2009 год Театр Поколений располагался в Нарышкином бастионе Петропавловской крепости. Помещение, предоставленное Театру Поколений, было неблагоустроенным, без электричества и воды. Весь капитальный ремонт производился силами артистов и был произведен в ударные сроки. За время обитания Театра Поколений в Нарышкиом бастионе было поставлено 14 спектаклей. У Д. З. Корогодского были планы по превращению руинной части Петропавловской крепости в культурный центр с выставками и лабораториями, которые не сбылись. Театр был выселен из Нарышкина бастиона 11 декабря 2009 года под предлогом пожарной безопасности и стал играть свои спектакли в качестве гостя то на Малой сцене ТЮЗа, то в клубе «Грибоедов», то в 91-й комнате «Балтдома», в общей сложности, по 2—3 спектакля в месяц.
С середины 2010 года Театр Поколений начал арендовать помещение бывшего цеха на Лахтинской улице, где и находится по сей день. Дебютом Театра на Лахтинской улице стал спектакль «Питер-Burg» (сочинение Театра). Позже, на новую сцену были перенесены основные репертуарные спектакли: «Стол», «Лампочка», «Болезни молодости», «Sans paroles II» и другие. Знаковым событием для Театра Поколений стала постановка 2012 года «Дачники. Будущее без прошлого» по пьесе Максима Горького «Дачники», в котором была занята вся труппа театра, приглашенные актёры из Санкт-Петербугрских и зарубежных театров, дети-актёры из детских театральных студий, а также студенты-сценографы калифорнийского университета, которые осуществляли техническую поддержку спектакля.
В сезоне 2013—2014 Театр сыграл три премьеры «Next: Шекспир, или Что ему Гекуба?» (по произведениям У. Шекспира и пьесе Хайнера Мюллера «Гамлет-машина»), «Конец Героя» (текст Артема Томилова) и «Невыдуманная история Верный Руслан по повести Георгия Владимова и рассказам Корнелии Янкаускайте».
Премьерой следующего сезона (2015—2016) стал спектакль «Урод» по пьесе Мариуса фон Майенбурга. Спектакль — номинант высшей театральной премии Санкт-Петербурга «Золотой софит» 2016 года (номинации «Лучший спектакль» и «Лучший актерский дуэт»). Включен в лонг-лист Российской национальной театральной премии и фестиваля «Золотая маска» — список самых заметных спектаклей сезона 2016 года.
29 июля 2016 года Театр начал юбилейные показы к 90-летию со дня рождения З. Я. Корогодского. 6 и 7 августа завершился второй этап международной лаборатории «Повесть о трех городах. Санкт-Петербург — Берлин — Лос-Анджелес» показом «Finita la utopia!» по поэме Ханса Магнуса Энценсбергера «Гибель „Титаника“», переведенной специально для Театра Поколений. Осенью 2016 года юбилейные вечера к 90-летию со дня рождения З. Я. Корогодского прошли в санкт-петербургском ТЮЗе и московском РАМТе. Также открылась выставка «Пятна, кляксы и портреты», подготовленная к 90-летию отца художественным руководителем Театра Поколений художником Данилой Корогодским в Центральном государственном театральном музее имени А. А. Бахрушина (Москва). В ноябре 2016 года, помимо юбилейного вечера в РАМТЕ, в рамках гастролей Театра Поколений в Москве спектакль «Без Лира» был показан на сцене РАМТа и «Next: Шекспир, или Что ему Гекуба?» в ШДИ. Юбилейные показы завершились 10 декабря 2016 года: на сцене Театра Поколений был представлен аудиоспектакль с tableau vivant «Возвращение З. Я.» по аудиопьесе Артема Томилова. Также в 2016 году к 90-летию З. Я. Корогодского Данила Корогодский поставил спектакль «Неокончательный портрет», построенный на воспоминаниях, видеоматериалах, документах и реальных уроках Корогодского. В марте 2017 года Театр Поколений принял участие в фестивале «Пространство режиссуры» в Перми, показав спектакль «Неокончательный портрет». В конце сезона состоялась премьера спектакля «Всего лишь конец света» по пьесе Жан-Люка Лагарса в постановке Валентина Левицкого. 30 июня и 1 июля 2018 года состоялась премьера полной версии спектакля по пьесе Елены Греминой о блокаде Ленинграда «67/871». Проект создан совместно с немецкими коллегами и был показан 8—10 сентября 2017 года в короткой версии в Берлине в театре THEATER UNTERM DACH, а в июле 2018 года показан в Театре.doc в Москве в июле 2018 года. 8 сентября 2018 г. премьерой «ОЗЕРО» по пьесе Михаила Дурненкова в постановке Адриана Джурджи Театр Поколений открыл 13-й сезон. 11 октября 2019 года состоялась первая премьера 14-го сезона — «Город ищет убийцу» по мотивам фильма Фрица Ланга.

### Почему он так называется
Основатель театра З. Я. Корогодский объяснил выбор слова «поколений»: «В нём объединены поколения творческих сил: актёров, режиссёров, будущих актёров, людей, уже окончивших вуз. Разных лет выпусков. Есть и прежние мои ученики, которых я выпустил ещё до создания центра».
Корогодский пояснил, что, по его мнению, даже детский театр должен быть театром семьи, театром всех поколений: «Нужно, чтобы тот же театр, тот же творческий центр адресовались к взрослым ради детей. Это более плодотворно, чем обращение непосредственно к ребёнку. Дети ведь сами не ходят. Их приводят. Они — ведомые. Родители должны подружиться с театром, полюбить его. Тогда они поведут детей, между ними будет повод для общения. ... Долгие годы работы в ТЮЗе шла борьба за то, чтобы детский театр служил не детям, а людям. ... С первых дней, как оказался в ТЮЗе, я считал, что это театр семьи. За это и попадало. Это считалось уходом от детства. ... Театр — не только впечатление, он и родительское чувство. Мне внушали, что ТЮЗ не может быть театром всех поколений. Что это овзросление, смещение задач. ... Надо было преодолевать предрассудок детскости».

## Труппа театра
Режиссёры:
- Эберхард Кёлер
- Данила Корогодский
- Валентин Левицкий
- Адриан Джурджа
- Кристофер Баррека
- Артем Томилов
- Маша Турчанинова

Актёры основной труппы:
- Екатерина Решетникова
- Любовь Левицкая
- Татьяна Шуклина
- Артём Шилов
- Валентин Левицкий
- Светлана Смирнова
- Елена Полякова
- Наталья Пономарева
- Сергей Мардарь
- Степан Бекетов
- Алексей Чуев
- Регина Ацапкина
- Руслан Кацагаджиев
- Кристина Комкина
- Елена Трифонова
- Роман Хузин
- Кирилл Кукушкин
- Константин Захаров
- Ниёле Мейлуте

Приглашенные актёры:
- Ирина Соколова
- Мария Срогович
- Николай Иванов
- Наталья Боровкова
- Женя Анисимов
- Леся Андреева
- Дарья Шевелько
- Ольга Белинская
- Александр Бредель
- Александр Муравицкий
- Арина Юдинцева
- Кирилл Смирнов
- Артем Хвостеев
- Валентин Воробьев
- Валерий Рутковский
- Денис Волков
- Елизавета Кафиева
- Павел Дорохов